# Jianbing
Lo jianbing (in cinese: 煎饼果子S jiānbǐng; AFI: d͡ʒiɑnbɪŋ) è un piatto tipico del cibo di strada di alcune zone della Cina, in particolare di Tientsin e Shandong.
In Cina viene solitamente consumato a colazione, mentre all'estero anche a pranzo o cena come cibo di strada.
La base è costituita da una pastella fatta con farina di grano e acqua, su cui vengono spalmati uovo crudo, salsa piccante e dolce (solitamente la salsa tianmianjiang); in seguito viene farcito con cipollotto, insalata, coriandolo, pollo fritto, fagioli rossi e baocui (una cialda fritta croccante).
La pietanza è anche conosciuta col nome di "Chickenbing" se unito al pollo fritto.

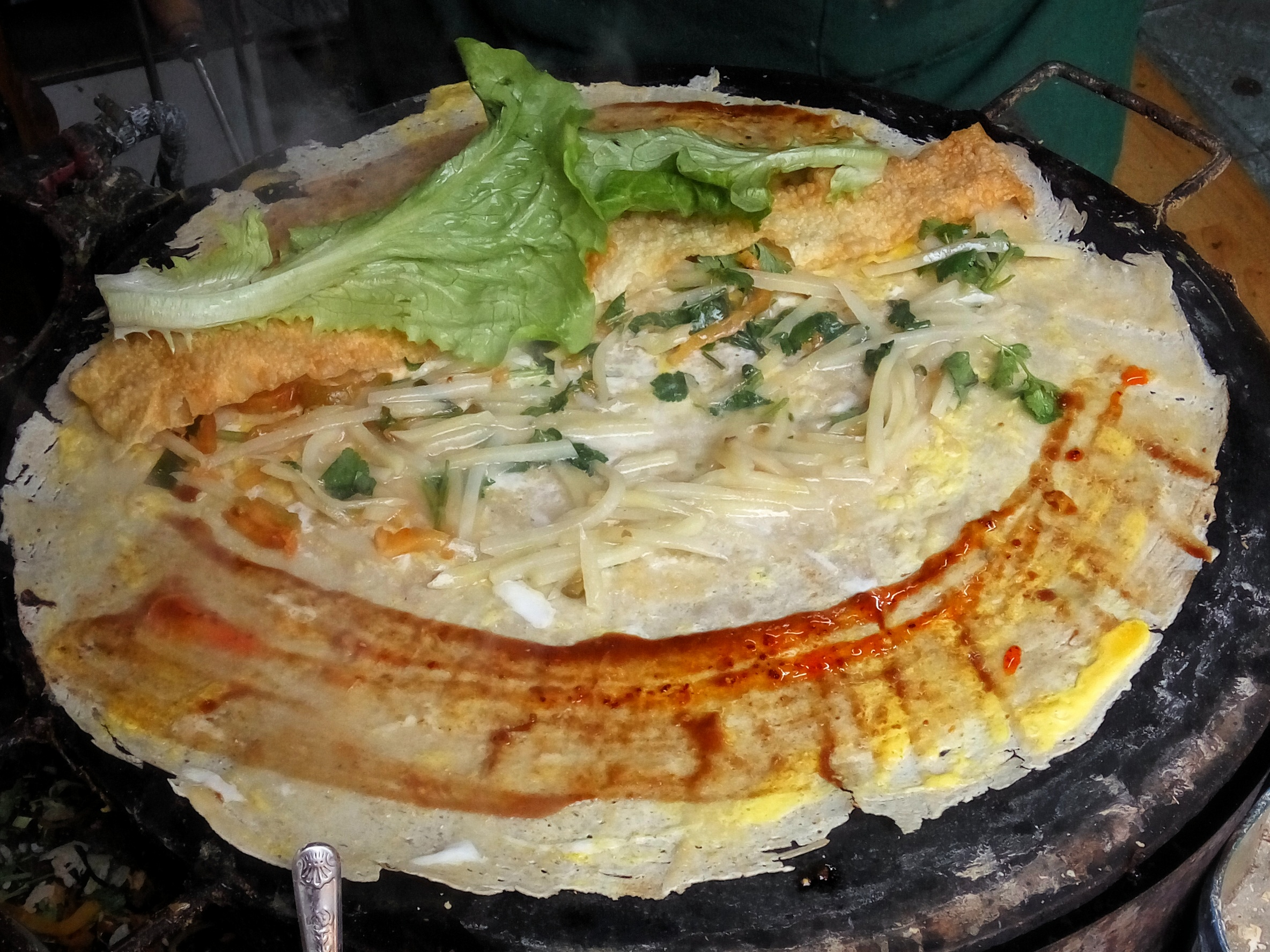
Uno jianbing farcito mentre cuoce sulla piastra